# Vojvodstvo Spoleto
Vojvodstvo Spoleto je bila srednjovjekovna država na Apeninskom poluotoku na prostoru Umbrije. Postojala je od 570. do 1201. godine. 
Glavni joj je grad bio gradić Spoleto u unutrašnjosti središnjeg dijela apeninskog poluotoka. 

## Povijest
Nakon pada Rimskog Carstva, Istočni Goti i Bizant borili su se za prevlast u području Umbrije. 
Godine 568. Langobardi su pod vodstvom kralja Alboina zajedno s ostalim germanskim saveznicima prodrli u sjevernu Italiju. Područje je bilo samo nekoliko godina u potpunom miru, a proživjelo je strahotu tijekom Gotskog rata. Lokalne rimske snage bile su slabe, a nakon što su zauzeli nekoliko gradova, Langobardi su 569. osvojili Milano. Nakon trogodišnje opsade zauzeli su Paviju 572. i pretvorili je u svoju prijestolnicu svog kraljevstva. U narednim godinama zauzeli su Toskanu. Ostali, pod vojvodom (duxom; v. dux (Langobardi)) Faroaldom i Zottom, prodrli su u središnju i južnu Italiju. 570. su zauzeli važno čvorište Spoleto pa su ondje uspostavili Vojvodstvo Spoleto (Faroald) te južnije uz jadransku obalu Vojvodstvo Benevento.  Ipak, nakon Alboinova ubojstva 573. Langobardi su se podijelili u nekoliko autonomnih vojvodstava ("Vladavina vojvoda"). Vojvodstvo Spoleto zauzimalo je većinu područja današnje Umbrije. U priobalnim je krajevima dugo utjecajan bio Bizant, koji je ondje uspostavio svoj egzarhat sa sjedištem u Raveni.
Langobardi su ovim krajevima vladali od 571. do 13. stoljeća. Nakon što je Karlo Veliki osvojio većinu lombardskih kraljevstava, neki umbrijski teritoriji dani su papi, koji je uspostavio nad njima privremenu vlast. Vojvodstvo Spoleto pripojeno je 776. godine. Neki gradovi stekli su veću nezavisnost i često su međusobno ratovali. 842. je oživjelo kao franačka markgrofovija. Franački kralj Italije i sveti rimski car Berengar II. Ivrejski je ponovo zauzeo ovo vojvodstvo od markgrofova.
Car Oton I. Veliki je od zemalja ovog vojvodstva odvojio zemlje Sabina Langobardica te ih darovao Svetoj Stolici. Sad je nadzor nad Spoletom sve više bila carskim darom. 967. je Oton II., car Svetog Rimskog Carstva nakratko ujedinio ovo vojvodstvo s capuanskim i beneventskim vojvodstvom, kojima je onda vladao Pandulf Tvrdoglavi. Kad je Pandulf umro, odvojio je Spoletsko vojvodstvo 989. od te združevine te ih predao Hugu Toskanskom. Po drugi je put ujedinjeno s Toskanom 1057. godine te je tako ostalo sve dok nije umrla carica Matilda Toskanska.
Borba za investituru koja je trajala 1075. do 1122. dotakla se ovog vojvodstva. Henrik IV., car Svetog Rimskog Carstva je tad postavljao druge vojvode. Nakon te borbe ovo je vojvodstvo pripalo obitelji Werner (Guarnieri) iz Urslingena, markgrofovima Jakinskim. 1155. je Fridrik I. Barbarossa razorio Spoleto. Grad je usprkos takvom razaranju ubrzo obnovljen. 1158. je car vojvodstvo dao Welfu VI. (Guelf VI.) iz vladarske kuće Este. Henrik VI. je darovao Konradu Urslingenskom taj položaj, a nakon Konradove smrti 1198. ustupljeno je papi Inocentu III. 1209. ga je okupirao Oton IV., car Svetog Rimskog Carstva, koji je za vojvodu postavio Dipolda Vohburškog. 
Naposljetku je 1213. došla pod papinsku vlast te je Papinska država vladala ovim područjem sve do kraja 18. stoljeća. 